# Sovjet-Unie op de Olympische Zomerspelen 1960
De Sovjet-Unie nam deel aan de Olympische Zomerspelen 1960 in Rome, Italië. Het behield de eerste plaats in het medailleklassement. Voor het eerst won het meer dan 100 medailles.

## Medailles
| Sport            | Olympiër | Discipline                  | Medaille |
| ---------------- | --- | --------------------------- | -------- |
| Atletiek         | Pjotr Bolotnikov | 10000m (m)                  | Goud     |
| Atletiek         | Vladimir Goloebnitsji | 20km snelwandelen (m)       | Goud     |
| Atletiek         | Robert Sjavlakadze | hoogspringen (m)            | Goud     |
| Atletiek         | Vasili Roedenkov | kogelslingeren (m)          | Goud     |
| Atletiek         | Viktor Tsyboelenko | speerwerpen (m)             | Goud     |
| Atletiek         | Ljoedmila Sjevtsova | 800m (v)                    | Goud     |
| Atletiek         | Irina Press | 80m horden (v)              | Goud     |
| Atletiek         | Vera Krepkina | verspringen (v)             | Goud     |
| Atletiek         | Tamara Press | kogelstoten (v)             | Goud     |
| Atletiek         | Nina Romasjkova | discuswerpen (v)            | Goud     |
| Atletiek         | Elvīra Ozoliŋa | speerwerpen (v)             | Goud     |
| Boksen           | Oleg Grigorjev | -54kg (m)                   | Goud     |
| Gewichtheffen    | Jevgeni Minajev | -60kg (m)                   | Goud     |
| Gewichtheffen    | Viktor Boesjoejev | -67,5kg (m)                 | Goud     |
| Gewichtheffen    | Aleksandr Koerynov | -75kg (m)                   | Goud     |
| Gewichtheffen    | Arkadi Vorobjov | -90kg (m)                   | Goud     |
| Gewichtheffen    | Joeri Vlasov | +90kg (m)                   | Goud     |
| Kanovaren        | Leonid Geisjtor Sergej Makarenko | C-2 1000m (m)               | Goud     |
| Kanovaren        | Antonina Seredina | K-1 500m (v)                | Goud     |
| Kanovaren        | Maria Sjoebina Antonina Seredina | K-2 500m (v)                | Goud     |
| Paardensport     | Sergej Filatov | dressuur individueel        | Goud     |
| Roeien           | Vjatsjeslav Ivanov | skiff (m)                   | Goud     |
| Roeien           | Valentin Borejko Oleg Golovanov | twee-zonder (m)             | Goud     |
| Schermen         | Viktor Zjdanovitsj | floret (m)                  | Goud     |
| Schermen         | Viktor Zjdanovitsj Mark Midler Joeri Roedov Joeri Sissikin German Svesjnikov | floret team (m)             | Goud     |
| Schermen         | Valentina Proedskova Aleksandra Zabelina Ljoedmila Sjisjova Tatjana Petrenko Galina Gorochova Valentina Rastvorova                                                                                   | floret team (v)             | Goud     |
| Schietsport      | Aleksej Goesjtsjin | 50m pistool (m)             | Goud     |
| Schietsport      | Viktor Sjamboerkin | 50m geweer 3 houdingen (m)  | Goud     |
| Turnen           | Boris Sjachlin | meerkamp individueel (m)    | Goud     |
| Turnen           | Boris Sjachlin | brug (m)                    | Goud     |
| Turnen           | Boris Sjachlin | paard voltige (m)           | Goud     |
| Turnen           | Boris Sjachlin | sprong (m)                  | Goud     |
| Turnen           | Albert Azarjan | ringen (m)                  | Goud     |
| Turnen           | Larissa Latynina Sofia Moeratova Polina Astakhova Margarita Nikolajeva Lidia Ivanova Tamara Ljoechina                                                                                                | meerkamp team (v)           | Goud     |
| Turnen           | Larissa Latynina | individuele meerkamp (v)    | Goud     |
| Turnen           | Larissa Latynina | vloer (v)                   | Goud     |
| Turnen           | Polina Astachova | brug (v)                    | Goud     |
| Turnen           | Margarita Nikolajeva | sprong (v)                  | Goud     |
| Wielersport      | Viktor Kapitonov | wegwedstrijd (m)            | Goud     |
| Worstelen        | Oleg Karavajev | -57kg Grieks-Romeins (m)    | Goud     |
| Worstelen        | Avtandil Koridze | -67kg Grieks-Romeins (m)    | Goud     |
| Worstelen        | Ivan Bogdan | +87kg Grieks-Romeins (m)    | Goud     |
| Zeilen           | Timir Pinegin Fjodor Sjoetkov | star klasse                 | Goud     |
|                  | |                             |          |
| Atletiek         | Nikolaj Sokolov | 3000m steeplechase (m)      | Zilver   |
| Atletiek         | Goesman Kossanov Leonid Bartenev Joeri Konovalov Edvins Ozolin | 4x100m (m)                  | Zilver   |
| Atletiek         | Vladimir Gorjajev | hink-stap-springen (m)      | Zilver   |
| Atletiek         | Valeri Broemel | hoogspringen (m)            | Zilver   |
| Atletiek         | Tamara Press | discuswerpen (v)            | Zilver   |
| Basketbal        | Joeri Kornejev Jānis Krūmiņš Goeram Minasjvili Valdis Muižnieks Cēzars Ozers Aleksandr Petrov Michail Semjonov Vladimir Oegrechelidze Maigonis Valdmanis Albert Valtin Gennadi Volnov Viktor Zoebkov | mannen                      | Zilver   |
| Boksen           | Sergej Sivko | -51kg (m)                   | Zilver   |
| Boksen           | Joeri Radonjak | -67kg (m)                   | Zilver   |
| Gewichtheffen    | Trofim Lomakin | -90kg (m)                   | Zilver   |
| Kanovaren        | Aleksandr Silajev | C-1 1000m (m)               | Zilver   |
| Moderne vijfkamp | Igor Novikov Nikolaj Tatarinov Hanno Selg | team (m)                    | Zilver   |
| Roeien           | Aleksandr Berkoetov Joeri Tjoekalov | dubbel-twee (m)             | Zilver   |
| Roeien           | Antanas Bagdonavičius Zigmas Joekna Igor Roedakov | twee-met (m)                | Zilver   |
| Schermen         | Joeri Sissikin | floret (m)                  | Zilver   |
| Schermen         | Valentina Rastvorova | floret (v)                  | Zilver   |
| Schietsport      | Makhmoed Oemarov | 50m pistool (m)             | Zilver   |
| Schietsport      | Marat Nijazov | 50m geweer 3 houdingen (m)  | Zilver   |
| Turnen           | Boris Sjachlin Joeri Titov Albert Azarjan Vladimir Portnoi Nikolai Miligoelo Valeri Kerdemilidi | meerkamp team (m)           | Zilver   |
| Turnen           | Boris Sjachlin | ringen (m)                  | Zilver   |
| Turnen           | Joeri Titov | vloer (m)                   | Zilver   |
| Turnen           | Sofia Moeratova | individuele meerkamp (v)    | Zilver   |
| Turnen           | Sofia Moeratova | sprong (v)                  | Zilver   |
| Turnen           | Larissa Latynina | balk (v)                    | Zilver   |
| Turnen           | Larissa Latynina | brug (v)                    | Zilver   |
| Turnen           | Polina Astachova | vloer (v)                   | Zilver   |
| Waterpolo        | Viktor Agejev Givi Chikvanaia Leri Gogoladze Boris Gojchman Yury Grigorovsky Anatoly Kartashov Vjatsjeslav Koerennoj Petre Msjvenieradze Vladimir Novikov Yevgeny Saltsyn Vladimir Semyonov          | mannen                      | Zilver   |
| Worstelen        | Vladimir Sinjavski | -67kg vrije stijl (m)       | Zilver   |
| Worstelen        | Georgi Sjirtladze | -79kg vrije stijl (m)       | Zilver   |
| Zeilen           | Aleksandr Tsjoetsjelov | finn klasse                 | Zilver   |
|                  | |                             |          |
| Atletiek         | Semjon Rzjisjtsjin | 3000m steeplechase (m)      | Brons    |
| Atletiek         | Igor Ter-Ovanesjan | verspringen (m)             | Brons    |
| Atletiek         | Vitold Krejer | hink-stap-springen (m)      | Brons    |
| Atletiek         | Vassili Koesnezov | tienkamp (m)                |          |
| Atletiek         | Birutė Kaledienė | speerwerpen (v)             |          |
| Boksen           | Boris Lagoetin | -71kg (m)                   |          |
| Boksen           | Jevgeni Feofanov | -75kg (m)                   |          |
| Roeien           | Igor Achremtsjik Joeri Batsjoerov Valentin Morkovkin Anatoli Tarabrin | vier-zonder (m)             |          |
| Schermen         | Bruno Khabarov | degen (m)                   |          |
| Schermen         | Valentin Tsjernikov Goeram Kostava Arnold Tsjernoesjevitsj Bruno Khabarov Aleksandr Pavlovsky | degen team (m)              |          |
| Schietsport      | Aleksandr Zabelin | 25m snelvuurpistool (m)     |          |
| Schietsport      | Vassili Borissov | 300m geweer 3 houdingen (m) |          |
| Schietsport      | Sergej Kalinin | trap (m)                    |          |
| Schoonspringen   | Ninel Kroetova | 10m toren (v)               |          |
| Turnen           | Joeri Titov | individuele meerkamp (v)    |          |
| Turnen           | Boris Sjachlin | rekstok (v)                 |          |
| Turnen           | Vladimir Portnoi | sprong (v)                  |          |
| Turnen           | Polina Astakhova | individuele meerkamp (v)    |          |
| Turnen           | Sofia Moeratova | balk (v)                    |          |
| Turnen           | Tamara Ljoechina | vloer (v)                   |          |
| Turnen           | Tamara Ljoechina | brug (v)                    |          |
| Turnen           | Larissa Latynina | sprong (v)                  |          |
| Wielersport      | Rotislav Vargasjkin | tijdrit (m)                 |          |
| Wielersport      | Vladimir Leonov Boris Vassiljev | tandem (m)                  |          |
| Wielersport      | Viktor Romanov Arnold Belgardt Leonid Koloembet Stanislav Moskvin | ploegenachtervolging (m)    |          |
| Wielersport      | Aleksej Petrov Viktor Kapitonov Jevgeni Klevtsov Joeri Melikhov | ploegentijdrit (m)          |          |
| Worstelen        | Konstantin Vyroepajev | -62kg Grieks-Romeins (m)    |          |
| Worstelen        | Givi Kartozija | -87kg Grieks-Romeins (m)    |          |
| Worstelen        | Vladimir Roebasjvili | -62kg vrije stijl (m)       |          |
| Worstelen        | Anatoli Alboel | -87kg vrije stijl (m)       |          |
| Worstelen        | Savkoeds Dzarasov | +87kg vrije stijl (m)       |          |

## Deelnemers en resultaten

### Atletiek
| Olympiër                                                                                                   | Discipline               | Resultaat | Prestatie |
| --- | ------------------------ | --------- | --- |
| Yury Konovalov                                                                                             | 100m (m)                 | 15e       | serie 1: 3de in 10,7 kwartfinale 2: 6de in 10,5 |
| Gusman Kosanov                                                                                             | 100m (m)                 | 19e       | serie 6: 2de in 10,7 kwartfinale 3: 6de in 10,7 |
| Edvin Ozolin                                                                                               | 100m (m)                 | 19e       | serie 9: 3de in 10,7 kwartfinale 1: 6de in 10,7 |
| Vadim Arkhipchuk                                                                                           | 200m (m)                 | 20e       | serie 1: 2de in 21,5 kwartfinale 2: 5de in 21,5 |
| Leonid Bartenev                                                                                            | 200m (m)                 | 20e       | serie 4: 2de in 21,8 kwartfinale 3: 5de in 21,5 |
| Yury Konovalov                                                                                             | 200m (m)                 | 13e       | serie 6: 3de in 21,4 kwartfinale 1: 5de in 21,3 |
| Konstantin Grachov                                                                                         | 400m (m)                 | 20e       | serie 2: 3de in 49,3 kwartfinale 3: 6de in 47,6 |
| Valery Bulyshev                                                                                            | 800m (m)                 | 17e       | serie 1: 2de in 1.51,83 kwartfinale 3: 5de in 1.50,74 |
| Abram Kryvosheiev                                                                                          | 800m (m)                 | 9e        | serie 5: 1ste in 1.53,49 kwartfinale 2: 2de in 1.51,40 halve finale 2: 5de in 1.48,25 |
| Vasily Savinkov                                                                                            | 800m (m)                 | 33e       | serie 4: 4de in 1.51,49 |
| Yevgeny Momotkov                                                                                           | 1500m (m)                | 11e       | serie 1: 5de in 3.43,80 |
| Aleksandr Artynyuk                                                                                         | 5000m (m)                | 17e       | serie 2: 3de in 14.09,92 finale: 9de in 14.08,45 |
| Boris Yefimov                                                                                              | 5000m (m)                | 17e       | serie 3: 5de in 14.14,68 |
| Yury Zakharov                                                                                              | 5000m (m)                | 14e       | serie 1: 4de in 14.10,41 |
| Pyotr Bolotnikov                                                                                           | 10000m (m)               | Goud      | 28.32,18 |
| Aleksey Desyatchikov                                                                                       | 10000m (m)               | 4e        | 28.39,72 |
| Yevgeny Zhukov                                                                                             | 10000m (m)               | 16e       | 29.42,20 |
| Nikolay Berezutsky                                                                                         | 110m horden (m)          | 10e       | serie 2: 2de in 14,50 kwartfinale 1: 3de in 14,57 halve finale 1: 6de in 14,69 |
| Valentin Chistyakov                                                                                        | 110m horden (m)          | 6e        | serie 3: 2de in 14,45 kwartfinale 4: 2de in 14,51 halve finale 2: 3de in 14,46 finale: 6de in 14,71 |
| Anatoly Mikhaylov                                                                                          | 110m horden (m)          | DNF       | serie 6: 1ste in 14,53 kwartfinale 3: 2de in 14,02 halve finale 2: niet gefinisht |
| Georgy Chevychalov                                                                                         | 400m horden (m)          | 10e       | serie 4: 1ste in 51,97 halve finale 1: 4de in 52,14 |
| Boris Kriunov                                                                                              | 400m horden (m)          | 20e       | serie 6: 3de in 52,66 |
| Arnold Matsulevich                                                                                         | 400m horden (m)          | 24e       | serie 2: 3de in 53,00 |
| Aleksey Konov                                                                                              | 3000m steeplechase (m)   | 8e        | serie 2: 3de in 8.50,19 finale: 8ste in 9.18,23 |
| Semyon Rzhishchin                                                                                          | 3000m steeplechase (m)   | Brons     | serie 3: 1ste in 8.48,11 finale: 3de in 8.42,34 |
| Nikolay Sokolov                                                                                            | 3000m steeplechase (m)   | Zilver    | serie 1: 1ste in 8.43,56 finale: 2de in 8.36,55 |
| Goesman Kossanov Leonid Bartenev Joeri Konovalov Edvins Ozolin                                             | 4x100m (m)               | Zilver    | serie 1: 2de in 40,39 halve finale 2: 3de in 40,30 finale: 2de in 40,24 |
| Konstantin Grachov Boris Kriunov Vladimir Polyanichev Arnold Matsulevich Valery Bulyshev Abram Kryvosheiev | 4x400m (m)               | 15e       | serie 4: 5de in 3.12,31 |
| Sergey Popov                                                                                               | marathon (m)             | 5e        | 2:19.18,8 |
| Nikolay Rumyantsev                                                                                         | marathon (m)             | 11e       | 2:21.49,4 |
| Konstantin Vorobyov                                                                                        | marathon (m)             | 4e        | 2:19.09,63 |
| Vladimir Golubnichy                                                                                        | 20km snelwandelen (m)    | Goud      | 1:34.07,2 |
| Gennady Solodov                                                                                            | 20km snelwandelen (m)    | DSQ       | gediskwalificeerd |
| Anatoly Vedyakov                                                                                           | 20km snelwandelen (m)    | DSQ       | gediskwalificeerd |
| Grigory Klimov                                                                                             | 50km snelwandelen (m)    | DSQ       | gediskwalificeerd |
| Aleksandr Shcherbina                                                                                       | 50km snelwandelen (m)    | 4e        | 4:31.44,0 |
| Anatoly Vedyakov                                                                                           | 50km snelwandelen (m)    | 9e        | 4:39.57,6 |
| Dmitry Bondarenko                                                                                          | verspringen (m)          | 8e        | kwalificatie groep B: 2de met 7,49m finale: 8ste met 7,58m |
| Revaz Kvach'ak'idze                                                                                        | verspringen (m)          | 40e       | kwalificatie groep B: 13de met 6,82m |
| Igor Ter-Ovanesyan                                                                                         | verspringen (m)          | Brons     | kwalificatie groep C: 3de met 7,79m finale: 3de met 8,04m |
| Vladimir Goryayev                                                                                          | hink-stap-springen (m)   | Zilver    | kwalificatie groep B: 1ste met 16,21m finale: 2de met 16,63m |
| Vitold Kreyer                                                                                              | hink-stap-springen (m)   | Brons     | kwalificatie groep B: 6de met 15,56m finale: 3de met 16,43m |
| Yevgeny Mikhaylov                                                                                          | hink-stap-springen (m)   | 10e       | kwalificatie groep C: 3de met 15,68m finale: 10de met 15,67m |
| Viktor Bolshov                                                                                             | hoogspringen (m)         | 4e        | kwalificatie: 2de met 2,00m finale: 4de met 2,14m |
| Valery Brumel                                                                                              | hoogspringen (m)         | Zilver    | kwalificatie: 13de met 2,00m finale: 2de met 2,16m |
| Robert' Shavlaq'adze                                                                                       | hoogspringen (m)         | Goud      | kwalificatie: 4de met 2,00m finale: 1ste met 2,16m |
| Vladimir Bulatov                                                                                           | polsstokhoogspringen (m) | DNS       | kwalificatie: niet gestart |
| Jānis Krasovskis                                                                                           | polsstokhoogspringen (m) | 13e       | kwalificatie: 10de met 4,40m finale: 13de met 4,30m |
| Igor Petrenko                                                                                              | polsstokhoogspringen (m) | 6e        | kwalificatie: 8ste met 4,40m finale: 6de met 4,50m |
| Viktor Lipsnis                                                                                             | kogelstoten (m)          | 4e        | kwalificatie: 1ste met 17,65m finale: 4de met 17,90m |
| Kim Bukhantsov                                                                                             | discuswerpen (m)         | 8e        | kwalificatie groep B: 9de met 53,08m finale: 8ste met 53,61m |
| Viktor Kompaneyets                                                                                         | discuswerpen (m)         | 6e        | kwalificatie groep A: 5de met 52,66m finale: 6de met 55,06m |
| Vladimir Trusenyov                                                                                         | discuswerpen (m)         | 15e       | kwalificatie groep B: 5de met 54,31m finale: 15de met 52,93m |
| Mart Paama                                                                                                 | speerwerpen (m)          | 11e       | kwalificatie groep B: 2de met 76,36m finale: 11de met 74,56m |
| Ivan Sivoplyasov                                                                                           | speerwerpen (m)          | 14e       | kwalificatie groep B: 7de met 73,85m |
| Viktor Tsybulenko                                                                                          | speerwerpen (m)          | Goud      | kwalificatie groep A: 2de met 79,70m finale: 1ste met 84,64m |
| Yury Nikulin                                                                                               | kogelslingeren (m)       | 10e       | kwalificatie: 15de met 60,40m finale: 10de met 63,10m |
| Vasily Rudenkov                                                                                            | kogelslingeren (m)       | Goud      | kwalificatie: 1ste met 67,03m (OR) finale: 1ste met 67,10m (OR) |
| Anatoly Samotsvetov                                                                                        | kogelslingeren (m)       | 7e        | kwalificatie: 3de met 64,67m finale: 7de met 63,60m |
| Iuri Diachk'ovi                                                                                            | tienkamp (m)             | DNF       | 100m: 22ste in 11,69 verspringen: 5de met 7,12m kogelstoten: 15de met 13,22m hoogspringen: 3de met 1,85m 400m: 11de in 50,7 110m horden: 5de in 15,45 discuswerpen: 16de met 37,87m polsstokhoogspringen: 8ste met 3,80m                                                                     |
| Yury Kutenko                                                                                               | tienkamp (m)             | 4e        | 100m: 13de in 11,50 verspringen: 9de met 6,93m kogelstoten: 7de met 13,97m hoogspringen: 10de met 1,80m 400m: 13de in 51,1 110m horden: 9de in 15,74 discuswerpen: 5de met 45,63m polsstokhoogspringen: 2de met 4,20m speerwerpen: 1ste met 71,44m 1500m: 11de in 4.44,2 totaal: 7567 punten |
| Vasily Kuznetsov                                                                                           | tienkamp (m)             | Brons     | 100m: 4de in 11,25 verspringen: 6de met 6,96m kogelstoten: 4de met 14,46m hoogspringen: 16de met 1,75m 400m: 6de in 50,2 110m horden: 4de in 15,15 discuswerpen: 1ste met 50,52m polsstokhoogspringen: 6de met 3,90m speerwerpen: 2de met 71,20m 1500m: 16de in 4.53,8 totaal: 7809 punten   |
| |                          |           | |
| Mariya Itkina                                                                                              | 100m (v)                 | 4e        | serie 3: 1ste in 11,83 kwartfinale 2: 1ste in 11,88 halve finale 2: 2de in 11,78 finale: 4de in 11,54 |
| Vera Krepkina                                                                                              | 100m (v)                 | 12e       | serie 7: 1ste in 11,97 kwartfinale 1: 2de in 12,14 halve finale 1: 6de in 12,08 |
| Irina Press                                                                                                | 100m (v)                 | DNS       | serie 2: niet gestart |
| Lyudmila Ignatyeva                                                                                         | 200m (v)                 | 22e       | serie 3: 4de in 24,90 |
| Mariya Itkina                                                                                              | 200m (v)                 | 4e        | serie 4: 2de in 24,20 halve finale 2: 3de in 24,81 finale: 4de in 24,85 |
| Valentina Maslovskaya                                                                                      | 200m (v)                 | 9e        | serie 6: 2de in 24,12 halve finale 1: 6de in 24,77 |
| Lyudmila Lysenko                                                                                           | 800m (v)                 | Goud      | serie 3: 1ste in 2.09,31 finale: 1ste in 2.04,50 (WR) |
| Zinaida Matistovich                                                                                        | 800m (v)                 | 19e       | serie 1: 3de in 2.11,57 |
| Yekaterina Parlyuk                                                                                         | 800m (v)                 | 10e       | serie 4: 4de in 2.07,71 |
| Galina Bystrova                                                                                            | 80m horden (v)           | 5e        | serie 6: 2de in 11,26 halve finale 1: 1ste in 11,16 finale: 5de in 11,26 |
| Rimma Koshelyova                                                                                           | 80m horden (v)           | 6e        | serie 3: 1ste in 11,26 halve finale 1: 3de in 11,22 finale: 6de in 11,28 |
| Irina Press                                                                                                | 80m horden (v)           | Goud      | serie 1: 1ste in 10,91 halve finale 2: 1ste in 10,77 (OR) finale: 1ste in 10,93 |
| Vera Krepkina Valentina Maslovskaya Mariya Itkina Irina Press                                              | 4x100m (v)               | 4e        | serie 2: 2de in 45,15 finale: 4de in 45,39 |
| Vera Krepkina                                                                                              | verspringen (v)          | Goud      | kwalificatie: 3de met 6,14m finale: 1ste met 6,37m (OR) |
| Lyudmila Radchenko                                                                                         | verspringen (v)          | 5e        | kwalificatie: 16de met 5,83m finale: 5de met 6,16m |
| Valentina Shaprunova                                                                                       | verspringen (v)          | 8e        | kwalificatie: 18de met 5,80m finale: 8ste met 6,01m |
| Valentina Ballod                                                                                           | hoogspringen (v)         | 15e       | kwalificatie: 2de met 1,65m finale: 15de met 1,65m |
| Taisiya Chenchik                                                                                           | hoogspringen (v)         | 5e        | kwalificatie: 10de met 1,65m finale: 5de met 1,68m |
| Galina Dolya                                                                                               | hoogspringen (v)         | 4e        | kwalificatie: 14de met 1,65m finale: 4de met 1,71m |
| Zinaida Doynikova                                                                                          | kogelstoten (v)          | 5e        | kwalificatie: 7de met 15,10m finale: 5de met 16,13m |
| Tamara Press                                                                                               | kogelstoten (v)          | Goud      | kwalificatie: 3de met 16,00m finale: 1ste met 17,32m (OR) |
| Galina Zybina                                                                                              | kogelstoten (v)          | 7e        | kwalificatie: 8ste met 15,03m finale: 7de met 15,56m |
| Yevgeniya Kuznetsova                                                                                       | discuswerpen (v)         | 5e        | kwalificatie: 7de met 49,36m finale: 5de met 51,43m |
| Tamara Press                                                                                               | discuswerpen (v)         | Zilver    | kwalificatie: 3de met 51,47m finale: 2de met 52,59m |
| Nina Romashkova-Ponomaryova                                                                                | discuswerpen (v)         | Goud      | kwalificatie: 1ste met 53,68m finale: 1ste met 55,10m (OR) |
| Birutė Kalėdienė                                                                                           | speerwerpen (v)          | Brons     | kwalificatie: 10de met 48,59m finale: 3de met 53,45m |
| Elvīra Ozoliņa                                                                                             | speerwerpen (v)          | Goud      | kwalificatie: 1ste met 53,25m finale: 1ste met 55,98m (OR) |
| Alevtina Shastitko                                                                                         | speerwerpen (v)          | 8e        | kwalificatie: 9de met 48,91m finale: 8ste met 50,92m |

### Basketbal
| Olympiër | Discipline | Resultaat | Prestatie |
| --- | ---------- | --------- | --- |
| Joeri Kornejev Jānis Krūmiņš Goeram Minasjvili Valdis Muižnieks Cēzars Ozers Aleksandr Petrov Michail Semjonov Vladimir Oegrechelidze Maigonis Valdmanis Albert Valtin Gennadi Volnov Viktor Zoebkov | mannen     | Zilver    | voorronde groep C: 2de W van Mexico: 66-49 V van Brazilië: 54-58 W van Puerto Rico: 100-63 halve finale groep B: 2de W van Uruguay: 89-53 W van Joegoslavië: 88-61 V van Verenigde Staten: 57-81 finale groep: 2de W van Brazilië: 64-62 W van Italië: 78-70 |

| Voorronde Groep C |             |             |             |             |        |        |        |        |
| #                 | Land        | Wedstrijden | Wedstrijden | Wedstrijden | Punten | Punten | Punten | Punten |
| #                 | Land        | G           | W           | V           | V      | T      | Saldo  | Punten |
| 1                 | Brazilië    | 3           | 3           | 0           | 213    | 198    | +15    | 6      |
| 2                 | Sovjet-Unie | 3           | 2           | 1           | 220    | 170    | +50    | 5      |
| 3                 | Mexico      | 3           | 1           | 2           | 189    | 210    | -21    | 4      |
| 4                 | Puerto Rico | 3           | 0           | 3           | 199    | 243    | -44    | 3      |

| Ronde       | Datum | Plaats      | Land   | Score       | Land |
| ----------- | ----- | ----------- | ------ | ----------- | ---- |
| Groepsfase  |       |             |        |             |      |
| 26 augustus | Rome  | Sovjet-Unie | 66-49  | Mexico      |      |
| 27 augustus | Rome  | Sovjet-Unie | 54-58  | Brazilië    |      |
| 29 augustus | Rome  | Sovjet-Unie | 100-63 | Puerto Rico |      |

| Halve finale groep A |                  |             |             |             |        |        |        |        |
| #                    | Land             | Wedstrijden | Wedstrijden | Wedstrijden | Punten | Punten | Punten | Punten |
| #                    | Land             | G           | W           | V           | V      | T      | Saldo  | Punten |
| 1                    | Verenigde Staten | 3           | 3           | 0           | 293    | 149    | +144   | 6      |
| 2                    | Sovjet-Unie      | 3           | 2           | 1           | 234    | 195    | +39    | 5      |
| 3                    | Joegoslavië      | 3           | 1           | 2           | 197    | 275    | -78    | 4      |
| 4                    | Uruguay          | 3           | 0           | 3           | 186    | 291    | −105   | 3      |

| Ronde       | Datum | Plaats           | Land  | Score       | Land |
| ----------- | ----- | ---------------- | ----- | ----------- | ---- |
| Groepsfase  |       |                  |       |             |      |
| 1 september | Rome  | Uruguay          | 53-89 | Sovjet-Unie |      |
| 2 september | Rome  | Sovjet-Unie      | 88-61 | Joegoslavië |      |
| 3 september | Rome  | Verenigde Staten | 81-57 | Sovjet-Unie |      |

| Finale groep |                  |             |             |             |        |        |        |        |
| #            | Land             | Wedstrijden | Wedstrijden | Wedstrijden | Punten | Punten | Punten | Punten |
| #            | Land             | G           | W           | V           | V      | T      | Saldo  | Punten |
| 1            | Verenigde Staten | 3           | 3           | 0           | 283    | 201    | +82    | 6      |
| 2            | Sovjet-Unie      | 3           | 2           | 1           | 199    | 213    | −14    | 5      |
| 3            | Brazilië         | 3           | 1           | 2           | 203    | 229    | −26    | 4      |
| 4            | Italië           | 3           | 0           | 3           | 226    | 268    | −42    | 3      |

| Ronde        | Datum | Plaats   | Land  | Score       | Land |
| ------------ | ----- | -------- | ----- | ----------- | ---- |
| Groepsfase   |       |          |       |             |      |
| 8 september  | Rome  | Brazilië | 62-64 | Sovjet-Unie |      |
| 10 september | Rome  | Italië   | 70-78 | Sovjet-Unie |      |

### Boksen
| Olympiër            | Discipline  | Resultaat | Prestatie |
| ------------------- | ----------- | --------- | --- |
| Sergey Sivko        | -51kg (m)   | Zilver    | 1ste ronde: vrij 2de ronde: W van KOR Jeong: 5-0 3de ronde: W van FRA Porcel: gediskwalificeerd kwartfinale: W van FRG Homberg: 5-0 halve finale: W van JPN Tanabe: 4-1 finale: V van HUN Török: 2-3 |
| Oleg Grigoryev      | -54kg (m)   | Goud      | 1ste ronde: vrij 2de ronde: W van BRA Pinto: 5-0 3de ronde: W van GBR Taylor: 3-2 kwartfinale: W van BIR Myint: walk-over halve finale: W van POL Bendig: 4-1 finale: W van ITA Zamparini: 3-2       |
| Boris Nikonorov     | -57kg (m)   | 5e        | 1ste ronde: W van USA Spanakos: 5-0 2de ronde: W van ARG Aro: 5-0 kwartfinale: V van ITA Musso: 2-3                                                                                                  |
| Vilikton Barannikov | -60kg (m)   | 5e        | 1ste ronde: vrij 2de ronde: W van NED Gerlach: 5-0 3de ronde: W van ROU Mihalic: 5-0 kwartfinale: V van ARG Laudonio: 0-5                                                                            |
| Vladimir Engibaryan | -63,5kg (m) | 5e        | 1ste ronde: vrij 2de ronde: W van EUA Busse: knock-out 3de ronde: W van RSA Ludick: 3-2 kwartfinale: V van POL Kasprzyk: 0-5                                                                         |
| Yuri Radonyak       | -67kg (m)   | Zilver    | 1ste ronde: vrij 2de ronde: W van EUA Guse: 3-2 3de ronde: W van GHA Lartey: knock-out kwartfinale: W van ESP Navarro: 4-1 halve finale: W van POL Drogosz: 3-2 finale: V van ITA Benvenuti: 1-4     |
| Boris Lagutin       | -71kg (m)   | Brons     | 1ste ronde: vrij 2de ronde: W van GHA Brimah: knock-out kwartfinale: W van AUS Bukowski: knock-out halve finale: V van USA McClure: 2-3                                                              |
| Yevgeny Feofanov    | -75kg (m)   | Brons     | 1ste ronde: W van FRA Levèque: 0-5 2de ronde: W van CHI Lucas: knock-out kwartfinale: W van ITA Napoleoni: knock-out halve finale: V van POL Walasek: 1-4                                            |
| Gennady Shatkov     | -81kg (m)   | 5e        | 1ste ronde: vrij 2de ronde: W van LUX Cillien: 5-0 kwartfinale: V van USA Clay: 0-5 |
| Andrey Abramov      | -81kg (m)   | 5e        | 1ste ronde: vrij 2de ronde: W van ESP García: knock-out kwartfinale: V van ITA de Piccoli: 0-5 |

### Gewichtheffen
| Olympiër          | Discipline  | Resultaat | Prestatie                                                                                                  |
| ----------------- | ----------- | --------- | --- |
| Yevgeny Minayev   | -56kg (m)   | Goud      | duwen: 1ste met 120kg (WR) trekken: 1ste met 110kg (OR) stoten: 1ste met 142,5kg (OR) totaal: 372,5kg      |
| Viktor Bushuyev   | -67,5kg (m) | Goud      | duwen: 1ste met 125kg (OR) trekken: 1ste met 122,5kg (OR) stoten: 2de met 150kg totaal: 397,5kg (WR)       |
| Aleksandr Kurynov | -75kg (m)   | Goud      | duwen: 2de met 135kg trekken: 1ste met 132,5kg (OR) stoten: 1ste met 170kg (WR) totaal: 437,5kg (WR)       |
| Trofim Lomakin    | -90kg (m)   | Zilver    | duwen: 1ste met 157,5kg (WR) trekken: 5de met 130kg stoten: 2de met 170kg totaal: 457,5kg                  |
| Arkady Vorobyov   | -90kg (m)   | Goud      | duwen: 2de met 152,5kg trekken: 1ste met 142,5kg (OR) stoten: 1ste met 177,5kg (OR) totaal: 472,5kg (WR)   |
| Yury Vlasov       | +90kg (m)   | Goud      | duwen: 1ste met 180kg (OR) trekken: 1ste met 155kg (OR) stoten: 1ste met 202,5kg (WR) totaal: 537,5kg (WR) |

### Kanovaren
| Olympiër                                                             | Discipline     | Resultaat | Prestatie |
| -------------------------------------------------------------------- | -------------- | --------- | --- |
| Aleksandr Silayev                                                    | C-1 1000m (m)  | Zilver    | serie 1: 1ste in 4.41,81 halve finale 1: 1ste in 4.36,89 finale: 2de in 4.34,41                              |
| Leonid Geishtor Sergei Makarenko                                     | C-2 1000m (m)  | Goud      | serie 1: 1ste in 4.24,29 finale: 1ste in 4.17,04                                                             |
| Ibragim Khasanov                                                     | K-1 1000m (m)  | 4e        | serie 3: 1ste in 4.06,14 halve finale 3: 2de in 4.05,20 finale: 4de in 3.56,38                               |
| Igor Pisaryev Anatoly Kononenko Fyodor Lyakhovsky Vladimir Natalukha | K-1 4x500m (m) | 5e        | serie 2: 2de in 8.00,36 halve finale 1: 1ste in 7.53,86 finale: 5de in 7.50,72                               |
| Ivan Holovachev Nikolas Rudzinskas                                   | K-2 1000m (m)  | 4e        | serie 2: 4de in 3.39,98 herkansingen: 1ste in 3.45,33 halve finale 2: 1ste in 3.46,87 finale: 4de in 3.37,48 |
|                                                                      |                |           | |
| Antonina Seredina                                                    | K-1 500m (v)   | Goud      | serie 2: 1ste in 2.08,82 halve finale 2: 1ste in 2.07,20 finale: 1ste in 2.08,08                             |
| Antonina Seredina Mariya Shubina                                     | K-2 500m (v)   | Goud      | serie 1: 1ste in 1.55,93 finale: 1ste in 1.54,76                                                             |

### Moderne vijfkamp
| Olympiër                                  | Discipline      | Resultaat | Prestatie |
| ----------------------------------------- | --------------- | --------- | --- |
| Igor Novikov                              | individueel (m) | 5e        | paardensport: 33ste met 982 punten schermen: 8ste met 36 overwinningen schietsport: 12de met 188 punten zwemmen: 2de in 3.53,0 atletiek: 1ste in 13.38,0 totaal: 4962 punten      |
| Hanno Selg                                | individueel (m) | 10e       | paardensport: 38ste met 967 punten schermen: 8ste met 36 overwinningen schietsport: 32ste met 184 punten zwemmen: 19de in 4.15,0 atletiek: 5de in 14.01,0 totaal: 4688 punten     |
| Nikolay Tatarinov                         | individueel (m) | 6e        | paardensport: 5de met 1138 punten schermen: 19de met 32 overwinningen schietsport: 25ste met 186 punten zwemmen: 28ste in 4.23,0 atletiek: 6de in 14.04,5 totaal: 4758 punten     |
| Igor Novikov Hanno Selg Nikolay Tatarinov | team (m)        | Zilver    | paardensport: 6de met 3087 punten schermen: 5de met 2326 punten schietsport: 7de met 2460 punten zwemmen: 4de met 2845 punten atletiek: 1ste met 3591 punten totaal: 14309 punten |

### Paardensport
| Olympiër                                                      | Discipline  | Resultaat | Prestatie |
| Dressuur                                                      | Dressuur    | Dressuur  | Dressuur |
| ------------------------------------------------------------- | ----------- | --------- | --- |
| Sergei Filatov                                                | individueel | Goud      | 1ste ronde: 1ste met 1074 punten 2de ronde: 1ste met 1070 punten totaal: 2144 punten                                                             |
| Ivan Kalita                                                   | individueel | 5e        | 1ste ronde: 5de met 1010 punten 2de ronde: 5de met 997 punten totaal: 2007 punten                                                                |
| Eventing                                                      |             |           | |
| Lev Baklyshkin                                                | individueel | 7e        | dressuur: 16de met 103,50 strafpunten cross-country: 12de met 38,40 punten springconcours: 24ste met 20,25 strafpunten totaal: 85,35 strafpunten |
| Boris Konkov                                                  | individueel | DNF       | dressuur: 19de met 107,49 strafpunten cross-country: niet gefinisht                                                                              |
| Saybattal Mursalimov                                          | individueel | 5e        | dressuur: 4de met 79 strafpunten cross-country: 10de met 46 punten springconcours: 29ste met 30,75 strafpunten totaal: 63,75 strafpunten         |
| Yury Smyslov                                                  | individueel | Dnf       | dressuur: 11de met 94 strafpunten cross-country: niet gefinisht                                                                                  |
| Lev Baklyshkin Boris Konkov Saybattal Mursalimov Yury Smyslov | team        | DNF       | dressuur: 2de met 276,50 strafpunten cross-country: niet gefinisht                                                                               |
| Springconcours                                                |             |           | |
| Andrey Favorsky                                               | individueel | DNF       | 1ste ronde: 30ste met 28 strafpunten 2de ronde: niet gefinisht                                                                                   |
| Fyodor Metelkov                                               | individueel | DNF       | 1ste ronde: niet gefinisht |
| Ernest Shabaylo                                               | individueel | DNF       | 1ste ronde: niet gefinisht |
| Andrey Favorsky Fyodor Metelkov Ernest Shabaylo               | team        | DNF       | 1ste ronde: 9de met 115,25 strafpunten 2de ronde: niet gefinisht                                                                                 |

### Roeien
| Olympiër | Discipline      | Resultaat | Prestatie                                                                       |
| --- | --------------- | --------- | ------------------------------------------------------------------------------- |
| Vyacheslav Ivanov | skiff (m)       | Goud      | serie 2: 1ste in 7.22,20 finale: 1ste in 7.13,96                                |
| Aleksandr Berkutov Yuriy Tyukalov | dubbel-twee (m) | Zilver    | serie 2: 2de in 6.51,98 herkansingen: 1ste in 6.55,91 finale: 2de in 6.50,49    |
| Valentin Boreyko Oleg Golovanov | twee-zonder (m) | Goud      | serie 4: 1ste in 7.02,88 halve finale 2: 2de in 7.31,00 finale: 1ste in 7.02,01 |
| Antanas Bagdonavičius Zigmas Jukna Igor Rudakov                                                                                              | twee-met (m)    | Zilver    | serie 1: 1ste in 7.31,70 finale: 2de in 7.30,19                                 |
| Igor Akhremchik Yuriy Bachurov Valentin Morkovkin Anatoly Tarabrin                                                                           | vier-zonder (m) | Brons     | serie 3: 1ste in 6.29,41 finale: 3de in 6.29,62                                 |
| Oleg Aleksandrov Boris Fyodorov Igor Khokhlov Igor Rudakov Valentin Zanin                                                                    | vier-met (m)    | 4e        | serie 4: 1ste in 6.38,76 finale: 4de in 6.45,67                                 |
| Mikhail Balenkov Viktor Barinov Viktor Bogachev Voldemar Dundur Nikolay Gomolko Boris Gorokhov Leonid Ivanov Yuriy Lorentsson Vladimir Malik | acht (m)        | 7e        | serie 3: 4de in 6.09,65 herkansingen: 2de in 6.21,88                            |

### Schermen
| Olympiër | Discipline      | Resultaat | Prestatie |
| --- | --------------- | --------- | --- |
| Arnold Chernushevich                                                                                             | degen (m)       | 13e       | 1ste ronde groep 8: 1ste W van POR Fernandes: 5-1 W van EUA Neuber: 5-2 W van NED Dwinger: 5-2 W van JPN Fujimaki: 5-2 W van MON Bini: 5-2 2de ronde groep 4: 2de W van POR Fernandes: 5-1 W van HUN Gábor: 5-4 W van FRA Dreyfus: 5-4 V van FIN Wiik: 3-5 kwartfinale 4: 4de W van FRA Mouyal: 6-5 V van BEL Achten: 3-5 W van ROU Gurath, Jr.: 6-5 V van HUN Sákovics: 4-5 W van EUA Fänger: 6-5 kwartfinale barrage: 4de V van FRA Mouyal: 0-5 V van BEL Achten: 3-5 V van HUN Sákovics: 4-5 |
| Bruno Habārovs                                                                                                   | degen (m)       | Brons     | 1ste ronde groep 6: 1ste W van LUX Schiel: 5-2 W van MAR Harchi: 5-1 W van IRL Bland: 5-1 W van AUS Simpson: 5-2 W van SUI Amez-Droz: 6-5 2de ronde groep 5: 2de W van POL Gonsior: 6-5 W van HUN Kausz: 5-3 V van GBR Pelling: 3-5 W van LUX Gutenkauf: 5-2 kwartfinale 1: 2de V van ITA Breda: 5-6 W van GBR Jay: 6-5 V van POL Kurczab: 2-5 W van HUN Gábor: 6-5 W van SWE Abrahamsson: 5-3 kwartfinale barrage: 1ste W van POL Kurczab: 5-1 halve finale 1: 2de W van GBR Jay: 5-3 W van FRA Mouyal: 5-4 V van BEL Achten: 2-5 V van ITA Pellegrino: 1-5 W van HUN Kausz: 5-4 finale: 3de V van ITA Delfino: 2-5 W van GBR Jay: 5-2 V van HUN Sákovics: 6-7 W van BEL Achten: 5-4 W van FRA Dreyfus: 6-5 V van FRA Mouyal: 3-5 W van ITA Battista Breda: 5-3 finale barrage: 3de W van HUN Sákovics: 8-7 |
| Guram Kostava | degen (m)       | 9e        | 1ste ronde groep 9: 2de V van ARG Balestrini: 3-5 W van FIN Wiik: 5-2 W van LIB Ramadan: 5-2 W van MEX Roldán: 5-4 W van INA Soeratma: 5-1 W van ESP Díez: 5-4 2de ronde groep 3: 4de V van EUA Fänger: 6-7 V van ITA Delfino: 4-5 W van JPN Tabuchi: 5-3 W van BEL Dehez: 5-4 kwartfinale 2: 3de V van ITA Pellegrino: 1-5 W van POL Gonsior: 5-3 W van EUA Neuber: 5-4 W van GBR Hoskyns: 5-4 halve finale 2: 5de W van HUN Sákovics: 5-4 V van FRA Dreyfus: 3-5 V van ITA Delfino: 5-6 V van ITA Battista Breda: 3-5 W van SWE Rehbinder: 5-3 halve finale barrage: 2de V van ITA Battista Breda: 1-5 W van SWE Rehbinder: 5-2 |
| Guram Kostava Bruno Habārovs Arnold Chernushevich Valentin Chernikov Aleksandr Pavlovsky                         | degen team (m)  | Brons     | 1ste ronde groep 3: 1ste W van Zwitserland: 9-1 W van Libanon: 8-8 2de ronde: W van Japan: 9-0 kwartfinale: W van Duitsland: 9-2 halve finale: V van Italië: 6-9 bronzen finale: W van Hongarije: 9-5 |
| Mark Midler | floret (m)      | 5e        | 1ste ronde groep 1: 2de W van JPN Funamizu: 5-1 W van POR Azinhais: 5-1 V van SUI Steiniger: 4-5 W van RAU El-Husseini: 5-2 V van USA Paletta Jr.: 4-5 2de ronde groep 4: 3de V van EUA Gerresheim: 2-5 V van ITA Carpaneda: 3-5 W van POL Różycki: 5-3 W van LUX Link: 5-0 kwartfinale 2: 2de V van POL Parulski: 2-5 W van ITA Carpaneda: 5-4 W van USA Glazer: 5-1 W van EUA Brecht: 5-1 W van FRA d'Oriola: 5-1 halve finale 2: 1ste W van URS Sisikin: 5-3 > van FRA Closset: 5-0 W van GBR Hoskyns: 5-2 V van POL Różycki: 2-5 W van EUA Mehl: 5-4 finale: 5de W van POL Woyda: 5-4 V van USA Axelrod: 2-5 V van URS Sisikin: 4-5 W van GBR Hoskyns: 5-1 W van FRA d'Oriola: 5-0 V van URS Zhdanovich: 4-5 V van FRA Closset: 3-5                                                                      |
| Yury Sisikin | floret (m)      | Zilver    | 1ste ronde groep 11: 1ste W van POR Borrego: 5-1 W van RAU Gamil El-Kalyoubi: 5-3 W van AUS Lund: 5-1 W van JPN Tabuchi: 5-3 2de ronde groep 2: 3de V van POL Woyda: 1-5 W van ITA Curletto: 5-2 W van GBR Cooperman: 5-3 W van ROU Drîmbă: 5-1 V van EUA Brecht: 2-5 kwartfinale 1: 2de W van POL Woyda: 5-3 V van GBR Hoskyns: 4-5 V van ITA Curletto: 3-5 W van HUN Kamuti: 5-4 W van BEL Verhalle: 5-1 halve finale 2: 2de V van URS Midler: 3-5 W' van FRA Closset: 5-2 W van GBR Hoskyns: 5-3 W van POL Różycki: 5-3 V van EUA Mehl: 0-5 finale: 2de V van POL Woyda: 3-5 W van USA Axelrod: 5-2 V van URS Zhdanovich: 4-5 W van GBR Hoskyns: 5-1 W van FRA d'Oriola: 5-4 W van URS Midler: 5-4 |
| Viktor Zhdanovich                                                                                                | floret (m)      | Goud      | 1ste ronde groep 7: 1ste W van ROU Csipler: 4-5 W van ESP González: 5-2 W van BEL Debeur: 5-2 W van NZL Pickworth: 5-2 W van URU Paladino: 5-0 2de ronde groep 3: 2de V van EUA Mehl: 3-5 W van HUN Fülöp: 5-3 W van USA Paletta Jr.: 5-0 W van MEX Cicero: 5-1 kwartfinale 3: 1ste W van FRA Closset: 5-1 W van EUA Gerresheim: 5-2 W van VEN Gruber: 5-1 W van ITA Pellegrino: 5-0 halve finale 1: 3de W van USA Axelrod: 5-3 V van FRA d'Oriola: 3-5 W van HUN Fülöp: 5-1 W van URS Woyda: 5-4 V van POL Parulski: 3-5 finale: 1ste W van POL Woyda: 5-2 W van USA Axelrod: 5-2 W van URS Sisikin: 5-4 W van GBR Hoskyns: 5-3 W van FRA d'Oriola: 5-3 W van URS Midler: 5-4 W van FRA Closset: 5-2 |
| Viktor Zhdanovich Yury Sisikin Mark Midler German Sveshnikov Yury Rudov                                          | floret team (m) | Goud      | 1ste ronde groep 4: 1ste W van België: 9-1 W van Japan: 15-1 2de ronde: vrij kwartfinale: W van Polen: 9-6 halve finale: W van Duitsland: 9-3 finale: W van Italië: 9-4 |
| Nugzar Asatiani                                                                                                  | sabel (m)       | 17e       | 1ste ronde groep 2: 2de V van ITA Calarese: 2-5 W van AUS Sichel: 5-3 W van ESP Ordejón: 5-0 W van MAR Sebti: 5-1 2de ronde groep 4: 4de W van FRA Lefèvre: 5-2 V van EUA Theuerkauff: 4-5 V van ROU Mustață: 3-5 W van YUG Vasin: 5-2 V van POL Pawłowskii: 0-5 kwartfinale 3: 5de W van FRA Roulot: 5-4 V van URU Goliardi: 2-5 V van POL Zabłocki: 3-5 V van EUA Köstner: 3-5 W van HUN Gerevich: 5-3 |
| Yakov Rylsky | sabel (m)       | 8e        | 1ste ronde groep 5: 1ste V van ROU Rohony: 2-5 W van ARG Larrea: 5-2 W van MEX Fajardo: 5-0 W van COL Duque: 5-0 W van GBR Leckie: 5-1 2de ronde groep 3: 2de W van AUT Resch: 5-2 W van EUA Köstner: 5-2 W van ROU Arus: 5-2 kwartfinale 2: 1ste W van ITA Ferrari: 5-1 W van HUN Horváth: 5-1 V van POL Zub: 4-5 W van USA Morales: 5-2 W van BEL Van Der Auwera: 5-1 halve finale 2: 3de V van HUN Horváth: 3-5 V van ITA Calarese: 3-5 V van POL Pawłowski: 4-5 W van FRA Roulot: 5-3 W van HUN Gerevich: 5-1 halve finale barrage: 2de W van ITA Calarese: 5-3 V van HUN Gerevich: 3-5 finale: 8ste W van HUN Kárpáti: 5-3 W van ITA Calarese: 5-4 V van FRA Arabo: 4-5 V van HUN Horváth: 2-5 V van POL Zabłocki: 4-5 V van POL Pawłowski: 2-5 V van URS Tyshler: 1-5                                  |
| David Tyshler | sabel (m)       | 7e        | 1ste ronde groep 7: 1ste W van EUA Köstner: 5-3 W van YUG Vasin: 5-2 W van ARG Vassallo: 5-1 W van DEN Frey: 5-3 W van TUN Annabi: 5-1 2de ronde groep 6: 2de V van POL Zub: 2-5 W van AUT Wanetschek: 5-3 W van USA Kwartler: 5-1 W van BEL Van Der Auwera: 5-2 V van ITA Chicca: 3-5 kwartfinale 1: 3de V van FRA Arabo: 4-5 W van BUL Dyakovski: 5-4 W van EUA Theuerkauff: 5-3 W van POL Pawłowski: 5-1 W van USA Mustață: 5-0 halve finale 1: 3de V van HUN Kárpáti: 4-5 V van FRA Arabo: 2-5 W van POL Zabłocki: 5-3 W van ITA Ferrari: 5-4 W van ROU Rohony: 5-3 finale: 7de V van HUN Kárpáti: 3-5 V van ITA Calarese: 4-5 V van FRA Arabo: 3-5 V van HUN Horváth: 3-5 V van POL Zabłocki: 1-5 W van POL Pawłowski: 5-3 V van URS Rylsky: 5-1                                                        |
| Yevgeny Cherepovsky Umyar Mavlikhanov Nugzar Asatiani David Tyshler Yakov Rylsky                                 | sabel team (m)  | 5e        | 1ste ronde groep 3: 1ste W van Argentinië: 9-1 2de ronde: vrij kwartfinale: V van Verenigde Staten: 8-8 |
| |                 |           | |
| Galina Gorokhova                                                                                                 | floret (v)      | 4e        | 1ste ronde groep 6: 3de V van ROU Vicol: 0-4 W van ESP Shaw: 4-3 W van GBR Glen-Haig: 4-0 W van FIN Helsingius: 4-1 V van HUN Nyári-Kovács: 2-4 kwartfinale 2: 3de V van AUT Grötzer: 3-4 W van MEX Roldán: 4-2 W van ROU Orban-Szabo: 4-2 W van ITA Colombetti-Peroncini: 4-2 V van FRA Le Roux: 2-4 V van EUA Mees: 2-4 kwartfinale barrage: 1ste W van EUA Mees: 4-0 W van AUT Grötzer: 4-2 halve finale 2: 1ste W van MEX Roldán: 4-0 W van ROU Vicol: 4-3 W van FRA Delbarre: 4-2 W van HUN Rejtő: 4-2 V van AUT Ebert: 3-4 finale: 3de V van GER Schmid: 2-4 V van URS Rastvorova: 1-4 W van AUT Ebert: 4-2 W van ROU Vicol: 4-3 V van ROU Orban-Szabo: 3-4 W van MEX Roldán: 4-2 W van POL Pawlas: 4-0 finale barrage: 2de V van ROU Vicol: 3-4 W van ROU Orban-Szabo: 4-2                            |
| Valentina Rastvorova                                                                                             | floret (v)      | Zilver    | 1ste ronde groep 5: 1ste W van ROU Lazăr: 4-1 W van USA Terhune: 4-2 W van IRL Armstrong: 4-1 W van ESP Tosat: 4-0 W van MEX Roldán: 4-2 kwartfinale 1: 2de W van POL Julito: 4-2 V van ROU Vicol: 1-4 W van ITA Ragno: 4-2 W van HUN Ságiné Ujlakyné Rejtő: 4-1 halve finale 1: 4de V van ROU Orb-Lazăr: 3-4 W van HUN Nyári-Kovács: 4-3 V van POL Pawlas: 2-4 V van EUA Schmid: 3-4 W van ROU Orban-Szabo: 4-2 finale: 2de V van EUA Schmid: 3-4 W van URS Gorokhova: 4-1 W van AUT Ebert: 4-0 W van ROU Vicol: 4-3 V van ROU Orban-Szabo: 1-4 W van MEX Roldán: 4-0 W van POL Pawlas: 4-0 |
| Aleksandra Zabelina                                                                                              | floret (v)      | 13e       | 1ste ronde groep 9: 1ste W van FRA Delbarre: 4-1 V van EUA Mees: 3-4 W van INA Gouw Pau: 4-0 V van PUR Colón: 2-4 W van USA King: 4-1 W van NED van Rossem: 4-2 kwartfinale 4: 3de W van HUN Nyári-Kovács: 4-1 V van EUA Schmid: 3-4 V van AUT Ebert: 3-4 W van ITA Camber-Corno: 4-1 W van FRA Veronnet: 4-3 V van SWE Lagerwall: 3-4 kwartfinale barrage: 2de V van AUT Ebert: 2-4 |
| Valentina Rastvorova Galina Gorokhova Tatyana Petrenko Lyudmila Shishova Valentina Prudskova Aleksandra Zabelina | floret team (v) | Goud      | 1ste ronde groep 1: 1ste W van Italië: 9-4 W van Vietnam: 13-3 kwartfinale: W van Frankrijk: 8-8 halve finale: W van Duitsland: 9-3 finale: W van Hongarije: 9-3 |

### Schietsport
| Olympiër          | Discipline                  | Resultaat | Prestatie                                                                                                   |
| ----------------- | --------------------------- | --------- | --- |
| Marat Nyýazow     | 50m geweer 3 houdingen (m)  | Zilver    | kwalificatie groep 1: 5de met 560 punten (196-193-171) finale: 2de met 1145 punten (384-388-373)            |
| Viktor Shamburkin | 50m geweer 3 houdingen (m)  | Goud      | kwalificatie groep 2: 2de met 562 punten (197-189-176) finale: 1ste met 1149 punten (394-386-369) (WR)      |
| Vasily Borisov    | 50m geweer liggend (m)      | 4e        | kwalificatie groep 2: 10de met 386 punten (98-95-97-96) finale: 4de met 586 punten (98-97-98-98-97-98)      |
| Marat Nyýazow     | 50m geweer liggend (m)      | 9e        | kwalificatie groep 1: 8ste met 388 punten (96-98-99-95) finale: 9de met 585 punten (95-97-98-99-99-97)      |
| Vasily Borisov    | 300m geweer 3 houdingen (m) | Brons     | kwalificatie groep 1: 4de met 559 punten (192-188-179) finale: 3de met 1127 punten (383-381-363)            |
| Moisey Itkis      | 300m geweer 3 houdingen (m) | 5e        | kwalificatie groep 2: 3de met 563 punten (190-193-180) finale: 5de met 1124 punten (380-379-365)            |
| Aleksey Gushchin  | 50m pistool (m)             | Goud      | kwalificatie groep 1: 6de met 359 punten (87-90-92-90) finale: 1ste met 560 punten (94-93-95-96-93-89) (OR) |
| Makhmud Umarov    | 50m pistool (m)             | Zilver    | kwalificatie groep 2: 1ste met 375 punten (95-91-96-93) finale: 2de met 552 punten (94-92-91-90-90-95)      |
| Yevgeny Cherkasov | 25m snelvuurpistool (m)     | 12e       | 579 punten: (296-283)                                                                                       |
| Aleksandr Zabelin | 25m snelvuurpistool (m)     | Brons     | 587 punten: (291-296)                                                                                       |
| Sergey Kalinin    | trap (m)                    | Brons     | kwalificatie: 17de met 89 punten finale: 3de met 190 punten                                                 |
| Yury Nikandrov    | trap (m)                    | 15e       | kwalificatie: 1ste met 97 punten finale: 15de met 180 punten                                                |

### Schoonspringen
| Olympiër              | Discipline    | Resultaat | Prestatie                                                                                          |
| --------------------- | ------------- | --------- | -------------------------------------------------------------------------------------------------- |
| Vyacheslav Chernyshov | 3m plank (m)  | 17e       | voorronde: 17de met 50,87 punten                                                                   |
| Yury Melnikov         | 3m plank (m)  | 12e       | voorronde: 10de met 53,30 punten halve finale: 12de met 91,86 punten                               |
| Gennady Galkin        | 10m toren (m) | 6e        | voorronde: 5de met 54,07 punten halve finale: 5de met 96,74 punten finale: 6de met 141,69 punten   |
| Anatoly Sysoyev       | 10m toren (m) | 8e        | voorronde: 6de met 54,03 punten halve finale: 8ste met 93,03 punten finale: 8ste met 135,59 punten |
|                       |               |           | |
| Yelena Kosolapova     | 3m plank (v)  | 11e       | voorronde: 12de met 47,88 punten halve finale: 11de met 84,01 punten                               |
| Ninel Krutova         | 3m plank (v)  | 5e        | voorronde: 4de met 52,35 punten halve finale: 2de met 92,19 punten finale: 5de met 136,11 punten   |
| Raisa Gorokhovskaya   | 10m toren (v) | 5e        | voorronde: 8ste met 51,53 punten finale: 5de met 83,03 punten                                      |
| Ninel Krutova         | 10m toren (v) | Brons     | voorronde: 3de met 53,38 punten finale: 3de met 86,99 punten                                       |

### Turnen
| Olympiër                                                                                              | Discipline               | Resultaat | Prestatie |
| --- | ------------------------ | --------- | --- |
| Albert Azaryan                                                                                        | brug (m)                 | 46e       | kwalificatie: 46ste met 18,35 punten |
| Valery Kerdemelidi                                                                                    | brug (m)                 | 97e       | kwalificatie: 97ste met 17,35 punten |
| Nikolay Miligulo                                                                                      | brug (m)                 | 23e       | kwalificatie: 23ste met 18,75 punten |
| Vladimir Portnoy                                                                                      | brug (m)                 | 42e       | kwalificatie: 42ste met 18,40 punten |
| Boris Shakhlin                                                                                        | brug (m)                 | Goud      | kwalificatie: 1ste met 19,40 punten finale: 1ste met 19,400 punten |
| Yury Titov                                                                                            | brug (m)                 | 5e        | kwalificatie: 6de met 19,20 punten finale: 5de met 19,200 punten |
| Albert Azaryan                                                                                        | paard voltige (m)        | 30e       | kwalificatie: 30ste met 18,55 punten |
| Valery Kerdemelidi                                                                                    | paard voltige (m)        | 12e       | kwalificatie: 12de met 18,80 punten |
| Nikolay Miligulo                                                                                      | paard voltige (m)        | 10e       | kwalificatie: 10de met 18,85 punten |
| Vladimir Portnoy                                                                                      | paard voltige (m)        | 18e       | kwalificatie: 18de met 18,70 punten |
| Boris Shakhlin                                                                                        | paard voltige (m)        | Goud      | kwalificatie: 1ste met 19,35 punten finale: 1ste met 19,375 punten |
| Yury Titov                                                                                            | paard voltige (m)        | 5e        | kwalificatie: 3de met 19,20 punten finale: 5de met 18,950 punten |
| Albert Azaryan                                                                                        | rekstok (m)              | 7e        | kwalificatie: 7de met 19,45 punten |
| Valery Kerdemelidi                                                                                    | rekstok (m)              | 9e        | kwalificatie: 9de met 19,20 punten |
| Nikolay Miligulo                                                                                      | rekstok (m)              | 17e       | kwalificatie: 17de met 18,85 punten |
| Vladimir Portnoy                                                                                      | rekstok (m)              | 13e       | kwalificatie: 13de met 19,00 punten |
| Boris Shakhlin                                                                                        | rekstok (m)              | Brons     | kwalificatie: 2de met 19,55 punten finale: 3de met 19,475 punten |
| Yury Titov                                                                                            | rekstok (m)              | 5e        | kwalificatie: 4de met 19,50 punten finale: 5de met 19,400 punten |
| Albert Azaryan                                                                                        | ringen (m)               | Goud      | kwalificatie: 1ste met 19,75 punten finale: 1ste met 19,725 punten |
| Valery Kerdemelidi                                                                                    | ringen (m)               | 9e        | kwalificatie: 9de met 19,20 punten |
| Nikolay Miligulo                                                                                      | ringen (m)               | 12e       | kwalificatie: 12de met 19,00 punten |
| Vladimir Portnoy                                                                                      | ringen (m)               | 12e       | kwalificatie: 12de met 19,00 punten |
| Boris Shakhlin                                                                                        | ringen (m)               | Zilver    | kwalificatie: 2de met 19,50 punten finale: 2de met 19,500 punten |
| Yury Titov                                                                                            | ringen (m)               | 6e        | kwalificatie: 3de met 19,45 punten finale: 6de met 19,275 punten |
| Albert Azaryan                                                                                        | sprong (m)               | 14e       | kwalificatie: 14de met 18,70 punten |
| Valery Kerdemelidi                                                                                    | sprong (m)               | 16e       | kwalificatie: 9de met 19,20 punten |
| Nikolay Miligulo                                                                                      | sprong (m)               | 12e       | kwalificatie: 16de met 18,60 punten |
| Vladimir Portnoy                                                                                      | sprong (m)               | Brons     | kwalificatie: 2de met 19,25 punten finale: 3de met 19,225 punten |
| Boris Shakhlin                                                                                        | sprong (m)               | Goud      | kwalificatie: 3de met 19,20 punten finale: 1ste met 19,350 punten |
| Yury Titov                                                                                            | sprong (m)               | 4e        | kwalificatie: 5de met 19,00 punten finale: 4de met 19,200 punten |
| Albert Azaryan                                                                                        | vloer (m)                | 24e       | kwalificatie: 24ste met 18,55 punten |
| Valery Kerdemelidi                                                                                    | vloer (m)                | 14e       | kwalificatie: 14de met 18,80 punten |
| Nikolay Miligulo                                                                                      | vloer (m)                | 14e       | kwalificatie: 14de met 18,80 punten |
| Vladimir Portnoy                                                                                      | vloer (m)                | 7e        | kwalificatie: 7de met 18,95 punten |
| Boris Shakhlin                                                                                        | vloer (m)                | 7e        | kwalificatie: 7de met 18,95 punten |
| Yury Titov                                                                                            | vloer (m)                | Zilver    | kwalificatie: 2de met 19,25 punten finale: 2de met 19,325 punten |
| Albert Azaryan                                                                                        | individuele meerkamp (m) | 11e       | 113,35 punten |
| Valery Kerdemelidi                                                                                    | individuele meerkamp (m) | 17e       | 111,95 punten |
| Nikolay Miligulo                                                                                      | individuele meerkamp (m) | 13e       | 113,05 punten |
| Vladimir Portnoy                                                                                      | individuele meerkamp (m) | 12e       | 113,30 punten |
| Boris Shakhlin                                                                                        | individuele meerkamp (m) | Goud      | 115,95 punten |
| Yury Titov                                                                                            | individuele meerkamp (m) | Brons     | 115,60 punten |
| Boris Sjachlin Joeri Titov Albert Azarjan Vladimir Portnoi Nikolai Miligoelo Valeri Kerdemilidi       | meerkamp team (m)        | Zilver    | brug: 3de met 94,30 punten paard voltige: 1ste met 95,05 punten rekstok: 2de met 96,70 punten ringen: 1ste met 96,95 punten sprong: 2de met 94,95 punten vloer: 2de met 94,75 punten totaal: 572,70 punten |
| |                          |           | |
| Polina Astakhova                                                                                      | balk (v)                 | 28e       | kwalificatie: 28ste met 18,233 punten |
| Lidiya Ivanova                                                                                        | balk (v)                 | 8e        | kwalificatie: 8ste met 18,699 punten |
| Larisa Latynina                                                                                       | balk (v)                 | Zilver    | kwalificatie: 3de met 19,066 punten finale: 2de met 19,233 punten |
| Tamara Lyukhina                                                                                       | balk (v)                 | 122e      | kwalificatie: 122ste met 9,533 punten |
| Sofya Muratova                                                                                        | balk (v)                 | Brons     | kwalificatie: 2de met 19,132 punten finale: 3de met 19,232 punten |
| Margarita Nikolayeva                                                                                  | balk (v)                 | 4e        | kwalificatie: 4de met 18,966 punten finale: 4de met 19,183 punten |
| Polina Astakhova                                                                                      | brug (v)                 | Goud      | kwalificatie: 1ste met 19,63 punten finale: 1ste met 19,616 punten |
| Lidiya Ivanova                                                                                        | brug (v)                 | 7e        | kwalificatie: 7de met 19,033 punten |
| Larisa Latynina                                                                                       | brug (v)                 | Zilver    | kwalificatie: 2de met 19,433 punten finale: 2de met 19,416 punten |
| Tamara Lyukhina                                                                                       | brug (v)                 | Brons     | kwalificatie: 4de met 19,266 punten finale: 3de met 19,399 punten |
| Sofya Muratova                                                                                        | brug (v)                 | 4e        | kwalificatie: 3de met 19,299 punten finale: 4de met 19,382 punten |
| Margarita Nikolayeva                                                                                  | brug (v)                 | 20e       | kwalificatie: 20ste met 18,977 punten |
| Polina Astakhova                                                                                      | sprong (v)               | 6e        | kwalificatie: 4de met 18,766 punten finale: 6de met 18,716 punten |
| Lidiya Ivanova                                                                                        | sprong (v)               | 8e        | kwalificatie: 8ste met 18,566 punten |
| Larisa Latynina                                                                                       | sprong (v)               | Brons     | kwalificatie: 2de met 19,433 punten finale: 3de met 19,016 punten |
| Tamara Lyukhina                                                                                       | sprong (v)               | 10e       | kwalificatie: 10de met 18,499 punten |
| Sofya Muratova                                                                                        | sprong (v)               | Zilver    | kwalificatie: 2de met 19,039 punten finale: 2de met 19,049 punten |
| Margarita Nikolayeva                                                                                  | sprong (v)               | Goud      | kwalificatie: 1ste met 19,100 punten finale: 1ste met 19,316 punten |
| Polina Astakhova                                                                                      | vloer (v)                | Zilver    | kwalificatie: 2de met 19,532 punten finale: 2de met 19,532 punten |
| Lidiya Ivanova                                                                                        | vloer (v)                | 7e        | kwalificatie: 7de met 19,133 punten |
| Larisa Latynina                                                                                       | vloer (v)                | Goud      | kwalificatie: 1ste met 19,566 punten finale: 1ste met 19,583 punten |
| Tamara Lyukhina                                                                                       | vloer (v)                | Brons     | kwalificatie: 3de met 19,366 punten finale: 3de met 19,449 punten |
| Sofya Muratova                                                                                        | vloer (v)                | 5e        | kwalificatie: 4de met 19,233 punten finale: 5de met 19,349 punten |
| Margarita Nikolayeva                                                                                  | vloer (v)                | 15e       | kwalificatie: 15de met 18,966 punten |
| Polina Astakhova                                                                                      | individuele meerkamp (v) | Brons     | 76,164 punten |
| Lidiya Ivanova                                                                                        | individuele meerkamp (v) | 7e        | 75,431 punten |
| Larisa Latynina                                                                                       | individuele meerkamp (v) | Goud      | 77,031 punten |
| Tamara Lyukhina                                                                                       | individuele meerkamp (v) | 89e       | 66,664 punten |
| Sofya Muratova                                                                                        | individuele meerkamp (v) | Zilver    | 76,696 punten |
| Margarita Nikolayeva                                                                                  | individuele meerkamp (v) | 4e        | 75,831 punten |
| Larissa Latynina Sofia Moeratova Polina Astakhova Margarita Nikolajeva Lidia Ivanova Tamara Ljoechina | meerkamp team (v)        | Goud      | balk: 1ste met 94,396 punten brug: 1ste met 96,664 punten sprong: 1ste met 94,430 punten vloer: 1ste met 96,830 punten totaal: 382,320 punten                                                              |

### Waterpolo
| Olympiër | Discipline | Resultaat | Prestatie |
| --- | ---------- | --------- | --- |
| Viktor Ageev Givi Chikvanaia Leri Gogoladze Boris Goykhman Yury Grigorovsky Anatoly Kartashov Vyacheslav Kurennoy P'et're Mshveniyeradze Vladimir Novikov Yevgeny Saltsyn Vladimir Semyonov | mannen     | Zilver    | groep B: 1ste W van Duits eenheidsteam: 5-4 W van Argentinië: 7-4 W van Brazilië: 8-2 halve finale groep 1: 2de W van Roemenië: 3-2 V van Italië: 0-2 finale groep: 2de G van Hongarije: 3-3 W van Joegoslavië: 4-3 |

| Groep B |                    |             |             |             |             |        |        |        |        |
| #       | Land               | Wedstrijden | Wedstrijden | Wedstrijden | Wedstrijden | Punten | Punten | Punten | Punten |
| #       | Land               | G           | W           | G           | V           | V      | T      | Saldo  | Punten |
| 1       | Sovjet-Unie        | 3           | 3           | 0           | 0           | 20     | 10     | +10    | 6      |
| 2       | Duits eenheidsteam | 3           | 2           | 0           | 1           | 15     | 9      | +6     | 4      |
| 3       | Argentinië         | 3           | 0           | 1           | 2           | 7      | 14     | -7     | 1      |
| 4       | Brazilië           | 3           | 0           | 1           | 2           | 7      | 16     | -9     | 1      |

| Ronde       | Datum | Plaats      | Land | Score              | Land |
| ----------- | ----- | ----------- | ---- | ------------------ | ---- |
| Groepsfase  |       |             |      |                    |      |
| 25 augustus | Rome  | Sovjet-Unie | 5-4  | Duits eenheidsteam |      |
| 27 augustus | Rome  | Sovjet-Unie | 7-4  | Argentinië         |      |
| 29 augustus | Rome  | Sovjet-Unie | 8-2  | Brazilië           |      |

| Halve finale groep 1 |             |             |             |             |             |        |        |        |        |
| #                    | Land        | Wedstrijden | Wedstrijden | Wedstrijden | Wedstrijden | Punten | Punten | Punten | Punten |
| #                    | Land        | G           | W           | G           | V           | V      | T      | Saldo  | Punten |
| 1                    | Italië      | 3           | 3           | 0           | 0           | 9      | 3      | +6     | 6      |
| 2                    | Sovjet-Unie | 3           | 2           | 0           | 1           | 8      | 8      | 0      | 4      |
| 3                    | Roemenië    | 3           | 0           | 1           | 2           | 8      | 10     | −2     | 1      |
| 4                    | Duitsland   | 3           | 0           | 1           | 2           | 7      | 11     | −4     | 1      |

| Ronde       | Datum | Plaats      | Land | Score       | Land |
| ----------- | ----- | ----------- | ---- | ----------- | ---- |
| Groepsfase  |       |             |      |             |      |
| 30 augustus | Rome  | Sovjet-Unie | 3-2  | Roemenië    |      |
| 31 augustus | Rome  | Italië      | 2-0  | Sovjet-Unie |      |

| finale groep |             |             |             |             |             |        |        |        |        |
| #            | Land        | Wedstrijden | Wedstrijden | Wedstrijden | Wedstrijden | Punten | Punten | Punten | Punten |
| #            | Land        | G           | W           | G           | V           | V      | T      | Saldo  | Punten |
| 1            | Italië      | 3           | 2           | 1           | 0           | 7      | 4      | +3     | 5      |
| 2            | Sovjet-Unie | 3           | 1           | 1           | 1           | 7      | 8      | −1     | 3      |
| 3            | Hongarije   | 3           | 0           | 2           | 1           | 7      | 8      | −1     | 2      |
| 4            | Joegoslavië | 3           | 1           | 0           | 2           | 6      | 7      | −1     | 2      |

| Ronde       | Datum | Plaats      | Land | Score       | Land |
| ----------- | ----- | ----------- | ---- | ----------- | ---- |
| Groepsfase  |       |             |      |             |      |
| 2 september | Rome  | Hongarije   | 3-3  | Sovjet-Unie |      |
| 3 september | Rome  | Sovjet-Unie | 4-3  | Joegoslavië |      |

### Wielersport
| Olympiër                                                         | Discipline               | Resultaat | Prestatie |
| Baan                                                             | Baan                     | Baan      | Baan |
| ---------------------------------------------------------------- | ------------------------ | --------- | --- |
| Imants Bodnieks                                                  | sprint (m)               | 11e       | 1ste ronde serie 9: 2de herkansingen: W van IRL Horgan: 11,7 herkansingen 2: 1ste in 12,5 2de ronde serie 6: 2de herkansingen: 3de                                                           |
| Boris Vasilyev                                                   | sprint (m)               | 11e       | 1ste ronde serie 10: 1ste in 11,8 2de ronde serie 1: 3de herkansingen: 3de |
| Rostislav Vargashkin                                             | tijdrit (m)              | Brons     | 1.08,86 |
| Vladimir Leonov Boris Vasilyev                                   | tandem (m)               | Brons     | 1ste ronde: W van NED Gerritsen/Paul: 11,2 kwartfinale: W van GBR Handley/Thompson: 2-0 halve finale: V van GER Jürgen Simon/Stäber: 0-2 bronzen finale: W van NED Gerritsen/Paul: walk-over |
| Arnold Belgardt Leonid Kolumbet Stanislav Moskvin Viktor Romanov | ploegenachtervolging (m) | Brons     | kwalificatie: 4de in 4.40,48 kwartfinale: W van Nederland: 4.29,97 halve finale: V van Italië: 4.33,01 bronzen finale: W van Frankrijk: 4.34,05                                              |
|                                                                  |                          |           | |
| Viktor Kapitonov                                                 | wegwedstrijd (m)         | Goud      | 4:20.37 |
| Yevgeny Klevtsov                                                 | wegwedstrijd (m)         | 33e       | 4:20.57 |
| Yury Melikhov                                                    | wegwedstrijd (m)         | 4e        | 4:20.57 |
| Gainan Saidkhuzhin                                               | wegwedstrijd (m)         | 34e       | 4:20.57 |
| Viktor Kapitonov Yevgeny Klevtsov Yury Melikhov Aleksei Petrov   | ploegentijdrit (m)       | Brons     | 2:18.41,67 |

### Worstelen
| Olympiër             | Discipline  | Resultaat   | Prestatie |
| Vrije stijl          | Vrije stijl | Vrije stijl | Vrije stijl |
| -------------------- | ----------- | ----------- | --- |
| Ali Aliyev           | -52kg (m)   | 6e          | 1ste ronde: W van AFG Mohammad Khakshar: val 2de ronde: W van SWE Frännfors: val 3de ronde: W van TUR Bilek: beslissing 4de ronde: V van USA Simons: beslissing 5de ronde: V van IRI Seifpour: val                                                |
| Mykhailo Shakhov     | -57kg (m)   | 6e          | 1ste ronde: G van FIN Jaskari 2de ronde: W van TUR Akbaş: beslissing 3de ronde: W van PAK Siraj-Din: beslissing 4de ronde: W van EUA Kämmerer: val 5de ronde: V van USA McCann: val                                                               |
| Vladimer Rubashvili  | -62kg (m)   | Brons       | 1ste ronde: W van IRI Khadem Khorasani: val 2de ronde: W van SUI Ernst: val 3de ronde: W van FIN Penttilä: val 4de ronde: V van PAK Akhtar: beslissing 5de ronde: W van JPN Sato: beslissing 6de ronde: V van BUL Ivanov: beslissing              |
| Volodymyr Syniavskiy | -67kg (m)   | Zilver      | 1ste ronde: W van POL Kuczyński: beslissing 2de ronde: W van HUN Tóth: val 3de ronde: W van BUL Valchev: beslissing 4de ronde: V van USA Wilson: beslissing 5de ronde: W van ITA Nizzola: val                                                     |
| Vakhtang Balavadze   | -73kg (m)   | 11e         | 1ste ronde: V van TUR Ogan: beslissing 2de ronde: W van IND Chand: beslissing 3de ronde: G van EUA Heinze |
| Giorgi Skhirt'ladze  | -79kg (m)   | Zilver      | 1ste ronde: W van AFG Khokan: val 2de ronde: W van EUA Utz: val 3de ronde: V van USA DeWitt: beslissing 4de ronde: W van IND Singh: beslissing 5de ronde: G van SWE Antonsson                                                                     |
| Anatoly Albul        | -87kg (m)   | Brons       | 1ste ronde: W van SUI Holzherr: beslissing 2de ronde: W van BUL Kostov: beslissing 3de ronde: W van VEN Ferreras: val 4de ronde: V van TUR Atlı: beslissing 5de ronde: W van USA Brand: beslissing 6de ronde: G van SWE Palm                      |
| Savkuz Dzarasov      | +87kg (m)   | Brons       | 1ste ronde: W van JPN Ishiguro: val 2de ronde: W van IRI Shourvarzi: val 3de ronde: W van SWE Antonsson: val 4de ronde: W van ITA Marascalchi: val 5de ronde: G van TUR Kaplan 6de ronde: V van EUA Dietrich: val                                 |
| Grieks-Romeins       |             |             | |
| Ivan Kochergin       | -52kg (m)   | 5e          | 1ste ronde: W van TUR Gedik: val 2de ronde: G van USA Wilson 3de ronde: G van ROU Pârvulescu 4de ronde: W van RAU El-Sayed: beslissing 5de ronde: V van IRI Paziraie: val                                                                         |
| Oleg Karavayev       | -57kg (m)   | Goud        | 1ste ronde: W van NOR Tveiten: val 2de ronde: W van BEL Verhoeven: val 3de ronde: W van YUG Dora: beslissing 4de ronde: W van LIB Nakouzi: beslissing 5de ronde: W van JPN Ichiguchi: val 6de ronde: W van ROU Cernea: beslissing                 |
| Konstantin Vyrupayev | -62kg (m)   | Brons       | 1ste ronde: G van AUT Marte 2de ronde: W van YUG Gološin: val 3de ronde: vrij 4de ronde: V van HUN Polyák: beslissing 5de ronde: W van IRI Ebrahimian: val 6de ronde: W van ITA Trippa: beslissing                                                |
| Avtandil Koridze     | -67kg (m)   | Goud        | 1ste ronde: W van ITA De Silva: beslissing 2de ronde: W van USA Northrup: beslissing 3de ronde: G van FIN Lehtonen 4de ronde: W van GRE Mousidis: val 5de ronde: W van BUL Stoyanov: beslissing 6de ronde: W van YUG Martinović: beslissing       |
| Hryhoriy Hamarnik    | -73kg (m)   | 5e          | 1ste ronde: W van DEN Ansbøl: val 2de ronde: W van NOR Barlie: beslissing 3de ronde: W van JPN Takeda: val 4de ronde: W van BUL Petkov: val 5de ronde: V van YUG Horvat: beslissing 6de ronde: G van TUR Bayrak                                   |
| Nikolay Chuchalov    | -79kg (m)   | 5e          | 1ste ronde: W van SWE Israelsson: val 2de ronde: V van BUL Dobrev: beslissing 3de ronde: W van BEL Michiels: beslissing 4de ronde: W van LIB Romanos: val 5de ronde: V van EUA Metz: beslissing                                                   |
| Givi Kartozia        | -87kg (m)   | Brons       | 1ste ronde: W van USA George: beslissing 2de ronde: W van FIN Vanhanen: beslissing 3de ronde: W van EUA Albrecht: beslissing 4de ronde: W van ROU Popovici: beslissing 5de ronde: W van HUN Piti: beslissing 6de ronde: V van TUR Kış: beslissing |
| Ivan Bohdan          | +87kg (m)   | Goud        | 1ste ronde: W van TUR Tarı: val 2de ronde: G van EUA Dietrich 3de ronde: W van SWE Svensson: val 4de ronde: G van TCH Kubát |

### Zeilen
| Olympiër                                             | Discipline      | Resultaat | Prestatie                         |
| ---------------------------------------------------- | --------------- | --------- | --------------------------------- |
| Aleksander Tšutšelov                                 | finn klasse     | Zilver    | 6520 punten: (7-1-2-10-17-2-8)    |
| Viktor Pilchin Aleksandr Shelkovnikov                | flying dutchman | 6e        | 5123 punten: (16-5-4-DNF-3-4-7)   |
| Timir Pinegin Fyodor Shutkov                         | star klasse     | Goud      | 7619 punten: (1-2-2-1-3-5-5)      |
| Vyacheslav Mozhayev Eduard Stayson Nikolay Yepifanov | star klasse     | 16e       | 2904 punten: (6-15-20-8-22-15-9)  |
| Viktor Gorlov Konstantin Melgunov Pavel Parshin      | 5,5m klasse     | 14e       | 1984 punten: (11-16-12-9-13-17-8) |

### Zwemmen
| Olympiër                                                            | Discipline            | Resultaat | Prestatie                                                                   |
| ------------------------------------------------------------------- | --------------------- | --------- | --------------------------------------------------------------------------- |
| Igor Luzhkovsky                                                     | 100m vrije slag (m)   | 14e       | serie 2: 4de in 57,9 halve finale 1: 5de in 57,5                            |
| Vitaly Sorokin                                                      | 100m vrije slag (m)   | 23e       | serie 4: 2de in 58,2 halve finale 2: 7de in 58,7                            |
| Leonid Kolesnikov                                                   | 400m vrije slag (m)   | DNF       | serie 2: niet gefinisht                                                     |
| Gennady Androsov                                                    | 1500m vrije slag (m)  | 16e       | serie 5: 3de in 18.39,0                                                     |
| Leonid Barbier                                                      | 100m rugslag (m)      | 5e        | serie 2: 2de in 1.03,5 halve finale 2: 3de in 1.04,3 finale: 5de in 1.03,5  |
| Veiko Siimar                                                        | 100m rugslag (m)      | 8e        | serie 4: 2de in 1.04,6 halve finale 1: 5de in 1.04,6 finale: 8ste in 1.04,6 |
| Arkadiy Holovchenko                                                 | 200m schoolslag (m)   | 9e        | serie 2: 1ste in 2.41,0 halve finale 1: 5de in 2.40,9                       |
| Georgy Prokopenko                                                   | 200m schoolslag (m)   | 10e       | serie 1: 2de in 2.39,2 halve finale 2: 5de in 2.41,0                        |
| Grigory Kiselyov                                                    | 200m vlinderslag (m)  | 11e       | serie 1: 3de in 2.24,6 halve finale 1: 6de in 2.24,8                        |
| Valentin Kuzmin                                                     | 200m vlinderslag (m)  | 7e        | serie 2: 2de in 2.19,3 halve finale 2: 2de in 2.19,1 finale: 7de in 2.18,9  |
| Boris Nik'it'ini Gennady Nikolayev Vitaly Sorokin Serhiy Tovstoplet | 4x200m vrije slag (m) | 8e        | serie 1: 3de in 8.30,6 finale: 8ste in 8.32,8                               |
| Leonid Barbiyer Grigory Kiselyov Leonid Kolesnikov Igor Luzhkovsky  | 4x100m wisselslag (m) | 5e        | serie 2: 3de in 4.16,2 finale: 5de in 4.16,8                                |
|                                                                     |                       |           |                                                                             |
| Marina Shamal                                                       | 100m vrije slag (v)   | 17e       | serie 5: 4de in 1.06,4                                                      |
| Ulvi Voog                                                           | 100m vrije slag (v)   | 19e       | serie 4: 5de in 1.06,7                                                      |
| Lyudmila Klipoval                                                   | 100m rugslag (v)      | 19e       | serie 2: 6de in 1.14,5                                                      |
| Larisa Viktorova                                                    | 100m rugslag (v)      | 10e       | serie 1: 3de in 1.12,8                                                      |
| Lyudmila Korobova                                                   | 200m schoolslag (v)   | 21e       | serie 2: 6de in 3.02,7                                                      |
| Eve Maurer                                                          | 200m schoolslag (v)   | 22e       | serie 1: 5de in 3.03,1                                                      |
| Zinaida Belovetskaya                                                | 100m vlinderslag (v)  | 6e        | serie 2: 2de in 1.12,6 finale: 6de in 1.13,3                                |
| Valentina Poznyak                                                   | 100m vlinderslag (v)  | 9e        | serie 1: 3de in 1.13,2                                                      |
| Irina Lyakhovskaya Marina Shamal Galina Sosnova Ulvi Voog           | 4x100m vrije slag (v) | 8e        | serie 2: 4de in 4.31,9 finale: 8ste in 4.29,0                               |
| Lyudmila Korobova Valentina Poznyak Marina Shamal Larisa Viktorova, | 4x100m wisselslag (v) | 8e        | serie 2: 2de in 4.54,4 finale: 8ste in 4.58,1                               |

Afghanistan · Argentinië · Australië · Bahama's · België · Bermuda · Birma · Brazilië · Brits-Guiana · Bulgarije · Canada · Ceylon · Chili · Colombia · Cuba · Denemarken · Duits eenheidsteam · Ethiopië · Fiji · Filipijnen · Finland · Frankrijk · Ghana · Griekenland · Groot-Brittannië · Haïti · Hongarije · Hongkong · Ierland · IJsland · India · Indonesië · Irak · Iran · Israël · Italië · Japan · Joegoslavië · Kenia · Libanon · Liberia · Liechtenstein · Luxemburg · Malakka · Malta · Marokko · Mexico · Monaco · Nederland · Nederlandse Antillen · Nieuw-Zeeland · Nigeria · Noorwegen · Oeganda · Oostenrijk · Pakistan · Panama · Peru · Polen · Portugal · Puerto Rico · Roemenië · San Marino · Singapore · Soedan · Sovjet-Unie · Spanje · Suriname · Taiwan · Thailand · Tsjecho-Slowakije · Tunesië · Turkije · Uruguay · Venezuela · Verenigde Arabische Republiek · Verenigde Staten · Vietnam · West-Indische Federatie · Zuid-Afrika · Zuid-Korea · Zuid-Rhodesië · Zweden · Zwitserland